# ماریفکا
ماریفکا (انگلیسی: Maryevka) یک شهرک در شهرستان کویورگازینسکی جمهوری باشقیرستان در کشور روسیه است.